# Basiliche in Austria
Elenco delle basiliche presenti in Austria, in ordine alfabetico delle località:
- Altenmarkt an der Triesting
  - Basilica dell’Assunta, Klein-Mariazell (Basilika Mariä Himmelfahrt) (Decreto del 03.05.2007)
- Absam
  - Basilica di San Michele Arcangelo (Basilika St. Michael) (Decreto del 08.10.1999)
- Attnang-Puchheim
  - Santuario di Maria Puchheim (Wallfahrtskirche Maria Puchheim) (Decreto del 13.04.1951)
- Bergheim
  - Santuario di Santa Maria Plain (Wallfahrtsbasilka Maria Plain) (Decreto del 22.09.1951)
- Bildstein
  - Basilica della Visitazione della Beata Vergine Maria (Basilika zu Unserer Lieben Frau Mariä Heimsuchung) (Decreto del 04.03.2018)
- Enns
  - Basilica di San Lorenzo, Lorch (Basilika Sankt Laurenz) (Decreto del 27.05.1970)
- Frauenkirchen
  - Santuario della Natività di Maria (Basilika Mariä Himmelfahrt) (Decreto del 09.03.1990)
- Geras
  - Basilica di Nostra Signora (Basilika Unserer Lieben Frau) (Decreto del 29.01.1954)
- Gratwein-Straßengel
  - Abbazia di Rein (Zisterzienser-Stiftsbasilika) (Decreto del 04.10.1979)
- Graz
  - Basilica di Mariatrost (Basilika Mariatrost) (Decreto del 28.10.1999)
- Güssing
  - Basilica della Visitazione (Basilika Mariä Heimsuchung) (Decreto del 19.06.2013)
- Hall in Tirol:
  - Basilica del Sacro Cuore (Herz-Jesu-Basilika) (Decreto del 20.07.1914)
- Innsbruck
  - Madonna dell'Immacolata Concezione (Unsere Liebe Frau von der Unbefleckten Empfängnis) (Decreto del 06.08.1957)
- Klosterneuburg:
  - Basilica di Nostra Signora (Basilika Unserer Lieben Frau) (Decreto del 08.07.1936)
- Kramsach
  - Basilika Mariathal (Decreto del 15.11.2008)
- Lesachtal
  - Santuario della Madonna Addolorata di Maria Luggau (Wallfahrtskirche Maria Schnee) (Decreto del 03.04.1986)
- Lilienfeld
  - Abbazia di Lilienfeld (Stiftskirche Mariä Himmelfahrt) (Decreto del 09.04.1976)
- Linz
  - Basilica dei Sette Dolori di Maria, Pöstlingberg (Basilika Sieben Schmerzen Mariä) (Decreto dell'11.07.1964)
- Loretto
  - Basilica Maria Loretto (Decreto del 06.05.1997)
- Mariapfarr
  - Basilica dell'Assunzione di Maria (Basilika Unserer Lieben Frau Mariä Himmelfahrt) (Decreto del 05.04.2018)
- Maria Taferl
  - Santuario di Maria Taferl (Basilika zur schmerzhaften Muttergottes) (Decreto del 20.11.1947)
- Mariazell:
  - Santuario di Mariazell (Basilika Mariä Geburt) (Decreto del 27.11.1907)
- Mondsee
  - Basilica di Mondsee (Basilika St. Michael) (Decreto del 02.02.2005)
- Rankweil
  - Basilica di Nostra Signora (Liebfrauenbasilika) (Decreto del 27.02.1985)
- Rosenburg-Mold
  - Basilica di Santa Maria alle Tre Querce (Basilika Maria Dreieichen) (Decreto del 29.03.1957)
- Sankt Andrä im Lavanttal
  - Basilika Maria Loreto (Decreto del 21.07.2014)
- Sankt Florian
  - Abbazia di San Floriano (Stiftsbasilika St. Florian) (Decreto del 22.02.1999)
- Seckau:
  - Basilica di Seckau (Dom- und Abteikirche Mariä Himmelfahrt) (Decreto del 25.01.1930).
- Sonntagberg
  - Basilica della Santissima Trinità (Basilika Hl. Dreifaltigkeit) (Decreto del 04.03.1964)
- Stams
  - Abbazia di Stams (Zisterzienser-Abtei Basilika Unsere Liebe Frau) (Decreto del 18.03.1983)
- Vienna
  - Chiesa di Santa Maria della Rotonda  (Decreto dell'11.05.1927)
  - Basilica Maria Treu (Decreto del 08.04.1949)
  - Abbazia di Nostra Signora degli Scozzesi (Decreto del 06.06.1958)
- Weiz
  - Basilica della Beata Vergine Addolorata (Basilika Schmerzhafte Muttes Gottes) (Decreto del 06.12.2017)
- Wiener Neustadt
  - Cattedrale di San Giorgio (Kathedrale St. Georg) (Decreto del 13.12.1967)
- Wullersdorf
  - Basilica della Natività di Maria (Maria Roggendorf) (Wallfahrtsbasilka Mariä Geburt) (Decreto del 08.06.1988)